# Und wer küßt mich
Und wer küßt mich ist ein Lied des deutschen Schlagersängers Roland Kaiser aus dem Jahr 1994, das von Ralph Siegel und Bernd Meinunger geschrieben wurde.

## Entstehungsgeschichte
Und wer küßt mich erschien im Mai 1994 bei Hansa Records als Leadsingle des Studioalbums Heute und hier. Auf der B-Seite befindet sich Sag lieber nichts, bevor Du gar nichts sagst. Das Lied wurde von  Ralph Siegel und Bernd Meinunger geschrieben und von Peter Wagner in den Hansa Studios Berlin produziert.
Der Text behandelt verschiedene Küsse, die dem lyrischen Ich auffallen, zum Beispiel zwei Stars, deren Kussbild von einem Paparazzo aufgenommen wurde, den Papst, der eine Landepiste küsst, den Bruderkuss zweier Kommunisten, aber auch normale Pärchen. Nur das lyrische Ich bleibt allein und sehnt sich nach einem Kuss.

## Titelliste der Single
1. Und wer küßt mich – 3:59
2. Sag lieber nichts, bevor Du gar nichts sagst – 4:16
3. Und wer küßt mich (Karaoke Version) – 3:43

## Charts und Chartplatzierungen
Und wer küßt mich erreichte in Deutschland Rang 62 der Singlecharts und platzierte sich zehn Wochen in den Top 100. Für Kaiser wurde es zum 23. Charthit in Deutschland. Tatsächlich war es Roland Kaisers letzte Singlechartplatzierung für 19 Jahre.
| ChartsChartplatzierungen | Höchstplatzierung | Wochen |
| ------------------------ | ----------------- | ------ |
| Deutschland (GfK)        | 62 (10 Wo.)       | 10     |